# Itäinen suurpiiri
Itäinen suurpiiri (en suédois : Östra stordistriktet, en français : Superdistrict Est) est le superdistrict numéro 7 de l'Est d'Helsinki, la capitale de la Finlande. 
Sa population est de 101648 habitants et sa superficie de 35,44 km2.